# 조선전어

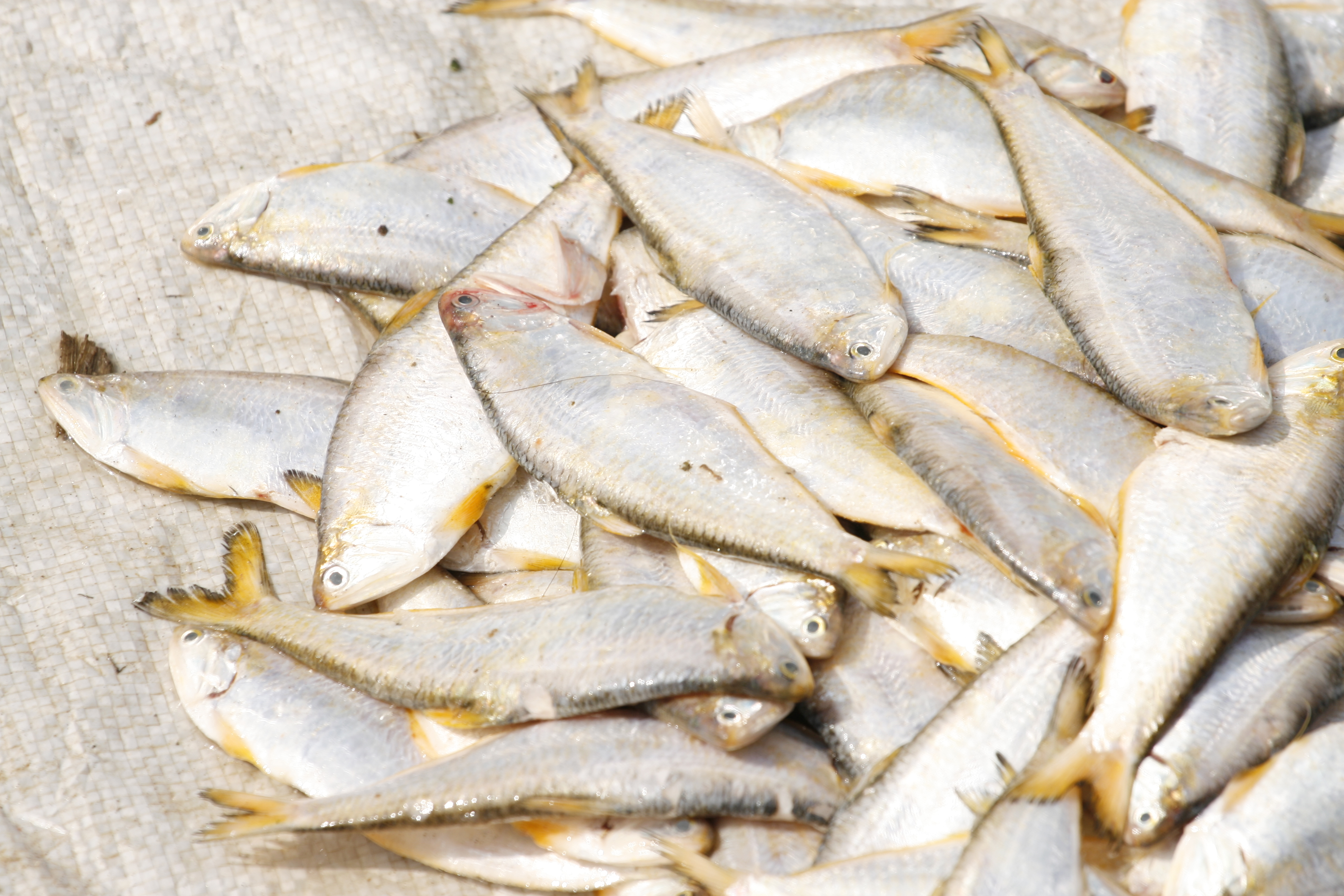

조선전어(朝鮮錢魚, Clupanodon thrissa, Chinese gizzard shad)는 청어과의 물고기이다. 한국, 태국, 필리핀에 서식한다. 조선전어속에 소속된 유일한 종이다.

## 참고 문헌
- Froese, Rainer; Pauly, Daniel, 편집. (2011년 6월). “Clupanodon thrissa”. 《Fishbase》.